# Тръпко Карапалев
Тръпко Христов Карапалев (Карапалов) е български духовник и революционер от Вътрешната македоно-одринска революционна организация.

## Биография
Тръпко Карапалев е роден в 1882 година в леринското село Айтос или в Сребрено, тогава в Османската империя. Присъединява се към ВМОРО и участва в Илинденско-преображенското въстание. След въстанието емигрира в САЩ и работи по железопътни строежи. Ръкоположен за свещеник през 1911 година в българската църква „Свети Стефан” в Цариград. През Балканските войни е македоно-одрински опълченец в четата на Пандо Шишков. Затворен е от гръцките власти в солунския затвор „Еди куле“, откъдето успешно бяга.
След войните за национално обединение се установява в Ивайловград, където през юли 1925 година влиза в настоятелството на Ортакьойското македонско благотворително братство. Сестра му Фанка се жени за книжаря Иван Терзиев, издател на вестник „Беломорец“. По време на Втората световна война отец Тръпко Карапалев е военизиран и изпратен в Беломорието и се установява в Дедеагач. Живее в Дедеагач до 1944г., след което се връща в Ивайловград, но впоследствие е интерниран от новите власти в София. 
През януари 1970 година е награден с орден „За гражданска доблест и заслуга“, II степен, по повод годишнината от Илинденско-Преображенското въстание.
Умира на 94 години през 1976 г.